# Playmate

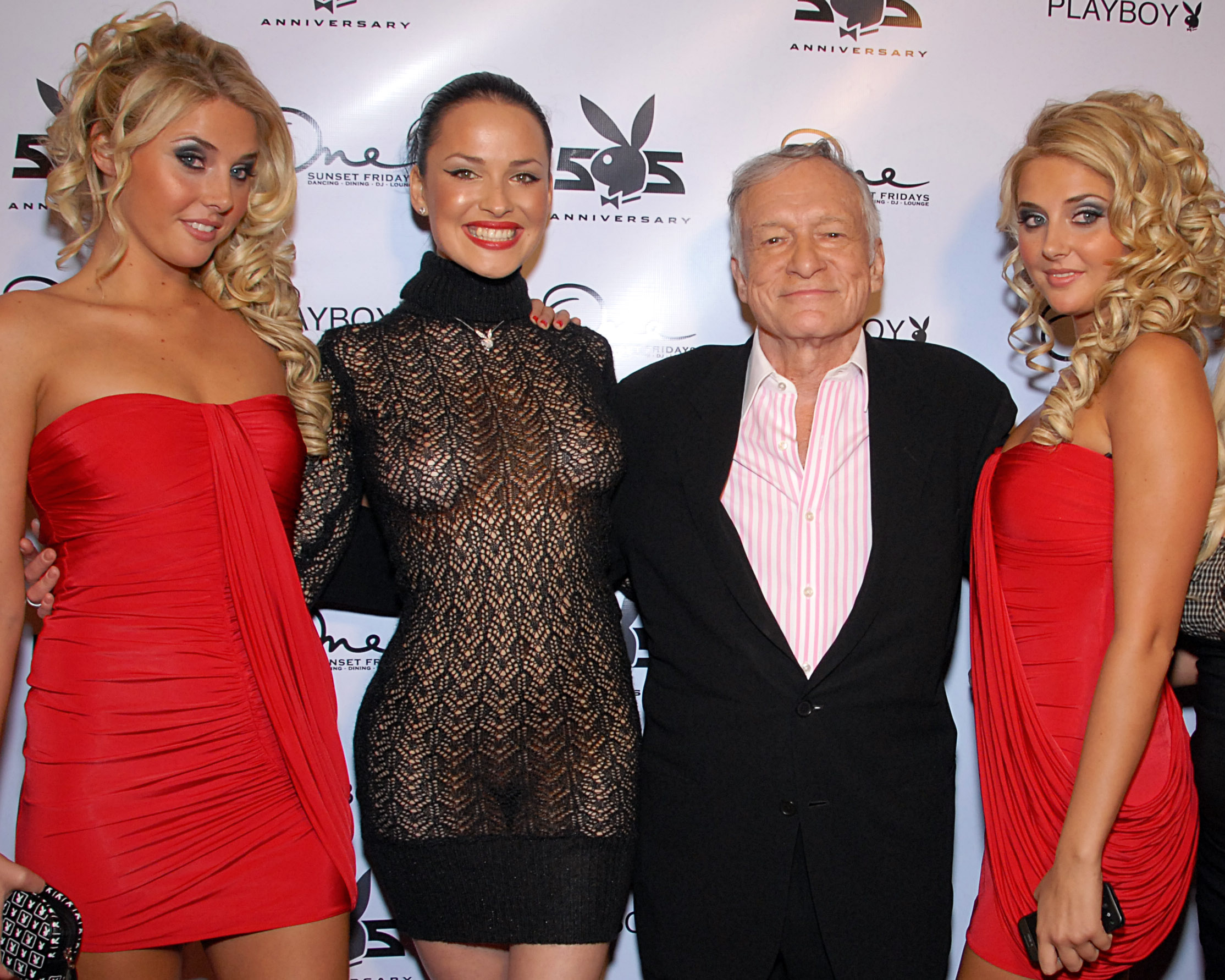
Playmates Karissa Shannon, Dasha Astafieva a Kristina Shannon s Hughem Hefnerem

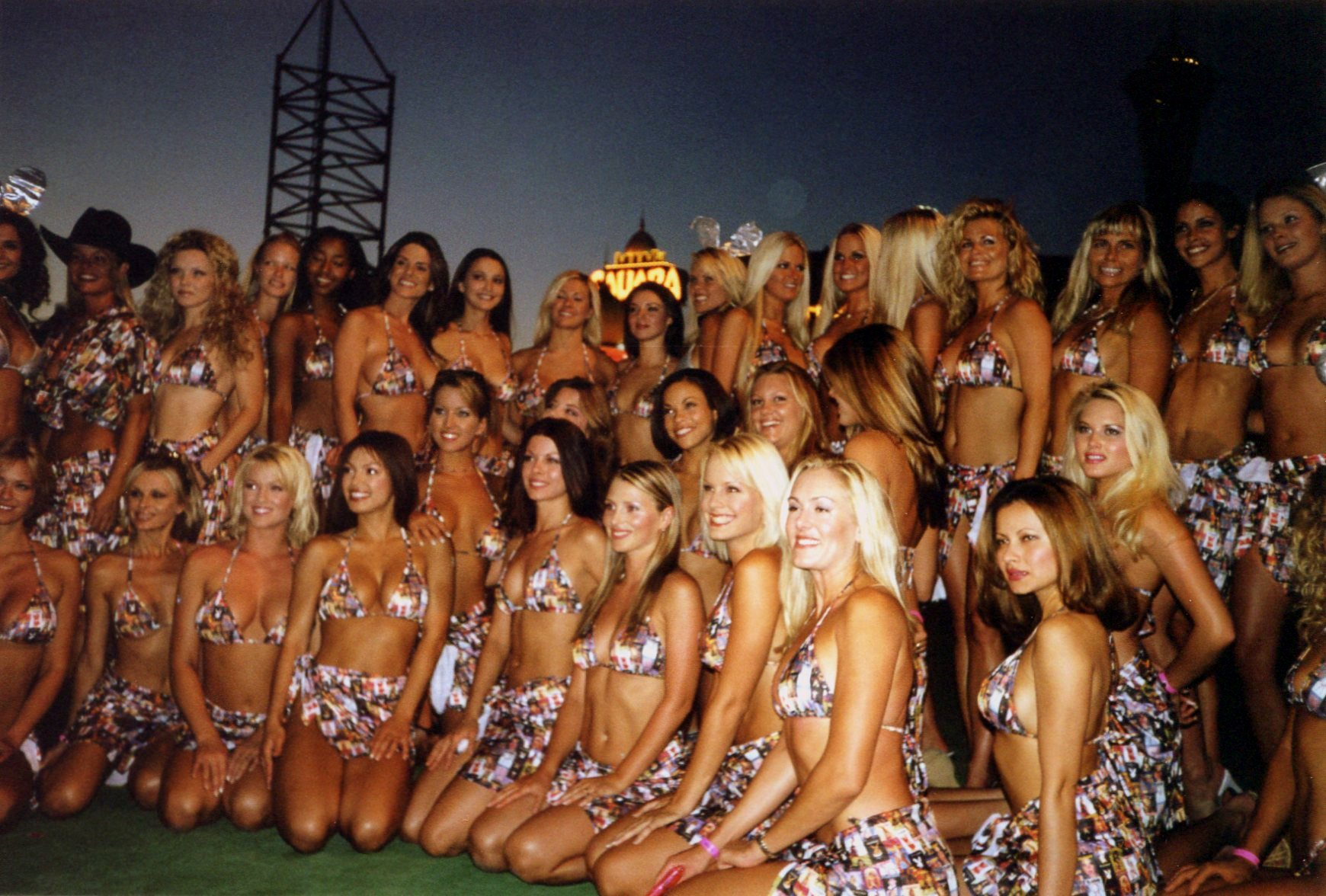
Společná fotografie playmates

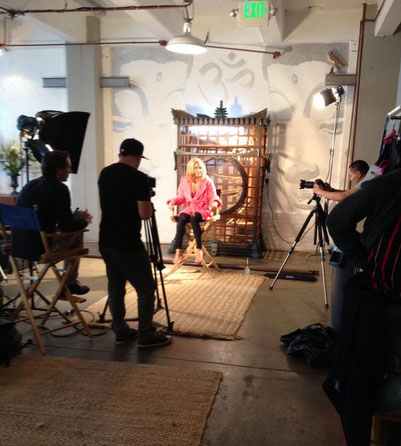
Pózování playmate v ateliéru

Playmate (doslova Spoluhráčka) je označení modelky, která pózuje pro americký časopis Playboy. V každém vydání tohoto měsíčníku se na obálce a vnitřní dvoustraně objeví fotografie dívky nazvané Playmate of the Month a její krátký životopis. Na konci každého roku z nich vydavatel časopisu Hugh Hefner vybere dívku roku (Playmate of the Year). Playmate měsíce získává odměnu 25 000 dolarů, playmate roku 100 000 dolarů a osobní automobil.
První modelkou, která se představila v časopise Playboy, byla v roce 1953 Marilyn Monroe, ještě pod titulem „Sweetheart of the Month“. Označení Playmate se začalo používat od lednového čísla ročníku 1954, jeho první nositelkou se stala Margie Harrison. Nejmladší playmate v historii byla v roce 1958 šestnáctiletá Elizabeth Ann Roberts (později bylo stanoveno, že modelka musí být plnoletá), nejstarší v roce 2003 Rebecca Anne Ramos, která pózovala ve věku 35 let. Průměrný věk playmates činí 22,4 roku. Během existence časopisu se na pozici playmate dostalo více než sedm set žen.
První Playmate roku se stala v roce 1960 Ellen Stratton. V roce 1956 se stala playmate jako první cizinka Elsa Sørensen z Dánska, v roce 1964 byla první playmate asijského původu China Lee a roku 1966 první Afroameričanka Jennifer Jackson. V roce 1970 se fotila jako playmate první dvojčata Mary a Madeleine Collinsonovy. V lednu 1972 pózovala Marilyn Cole jako první playmate úplně nahá. V prosinci 2015 se redakce Playboye rozhodla s nahotou skoncovat, poslední svlečenou modelkou se stala Kristy Garett.
K playmates, které se později výrazně prosadily v showbyznysu, patří herečky Jayne Mansfieldová, Claudia Jenningsová, Pamela Anderson, Donna D'Errico, Erika Eleniaková a Brande Roderick, miss USA Shanna Moakler, wrestlerka Carmella DeCesare, sexuální terapeutka Victoria Zdrok nebo feministická aktivistka Juliette Fretté.

## Jubilejní playmates
Modelky, které vystupovaly na oslavách kulatého výročí založení časopisu:
- Joyce Nizzari 1958
- Donna Michelle 1963
- Leslie Bianchini 1969
- Nancy Cameron 1974
- Candy Loving 1979
- Penny Baker 1984
- Fawna MacLaren 1989
- Anna-Marie Goddard 1994
- Jaime Bergman 1999
- Colleen Shannon 2004
- Dasha Astafieva 2009
- Roos van Montfort 2014